# La (geslacht)
La is een geslacht van vlinders uit de familie van de grasmotten (Crambidae). De wetenschappelijke naam van dit geslacht is voor het eerst voorgesteld door Stanisław Błeszyński in een publicatie uit 1966.

## Soorten
- L. benepunctalis (Hampson, 1919)
- L. cerveza B. Landry, 1995
- L. cucaracha Błeszyński, 1966
- L. florenciae B. Landry & Léger, 2024
- L. galapagensis B. Landry & Léger, 2024
- L. grisea B. Landry & Léger, 2024
- L. paloma Błeszyński, 1966
- L. paquitae B. Landry & Léger, 2024
- L. wagneuri B. Landry & Léger, 2024